# Amaury Ovise
Amaury Ovise est un producteur de cinéma français.

## Biographie
Il fait des études de cinéma à la Femis, département production, dont il sort diplômé en 2009. La même année, il rejoint Kazak Productions, fondé par Jean-Christophe Reymond en 2007.

## Filmographie (sélection)
- 2012 : Les Lézards de Vincent Mariette
- 2014 : Mercuriales de Virgil Vernier
- 2014 : Tristesse Club de Vincent Mariette
- 2015 : Ni le ciel ni la terre de Clément Cogitore
- 2017 : Le Prix du succès de Teddy Lussi-Modeste
- 2017 : Corporate de Nicolas Silhol
- 2017 : Compte tes blessures de Morgan Simon
- 2019 : Les Fauves de Vincent Mariette
- 2023 : Anti-Squat de Nicolas Silhol

## Distinctions

### Palmarès
- César 2020 : César du meilleur court métrage d'animation pour La Nuit des sacs plastiques

### Nominations
- César 2014 : César du meilleur court métrage pour Les Lézards
- César 2016 : César du meilleur premier film pour Ni le ciel ni la terre
- César 2020 : César du meilleur court métrage d'animation pour Make It Soul